# The Encyclopedia of Science Fiction
The Encyclopedia of Science Fiction (Enciclopedia Științifico-Fantasticului) este o lucrare de referință în limba engleză a literaturii științifico-fantastice și a ficțiunii speculative în general, prima dată publicată în 1979. Din octombrie 2011, a treia ediție este disponibilă online. A primit Premiul Hugo pentru cea mai bună carte non-ficțiune. 

## Istoric

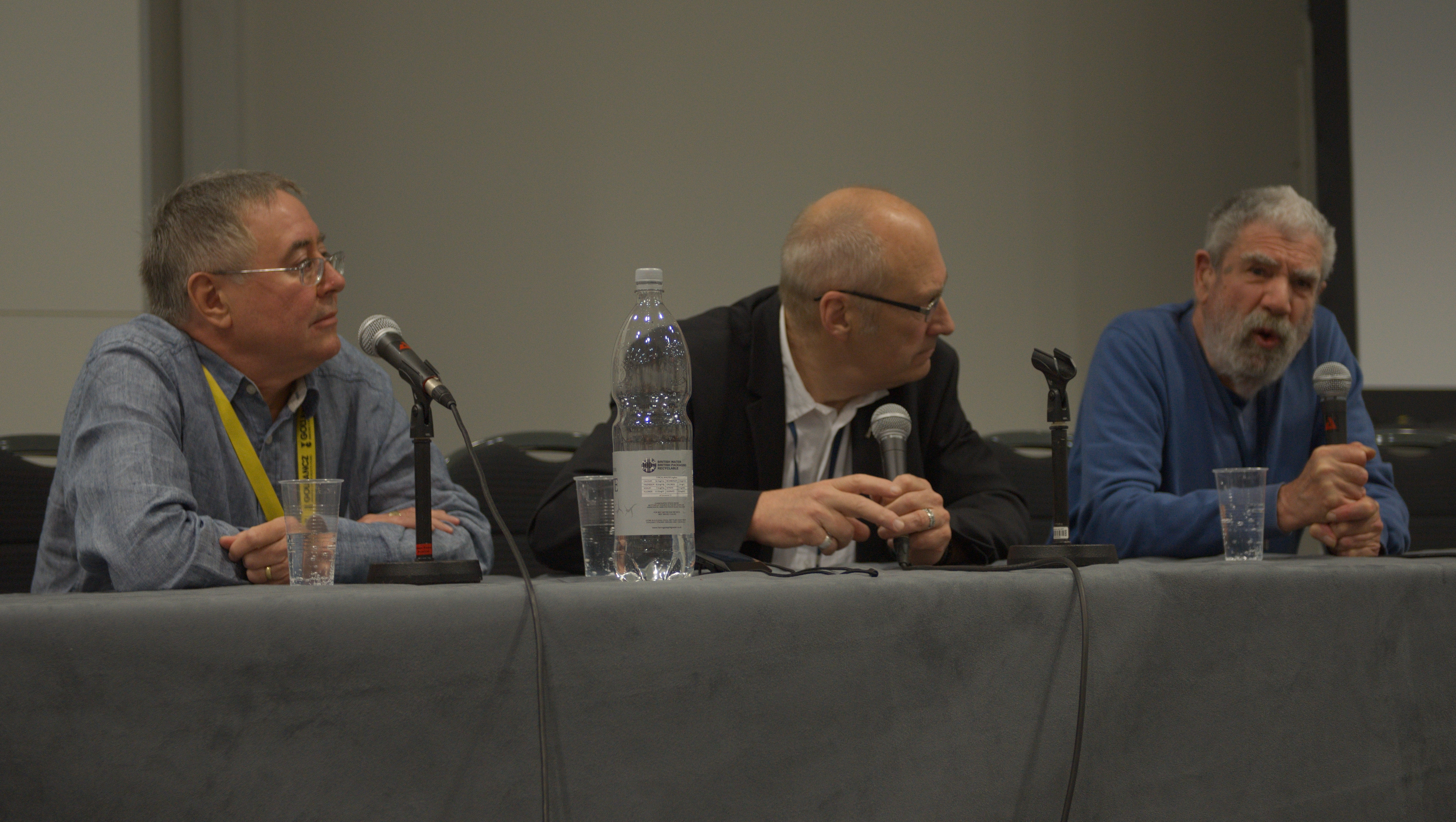
Malcolm Edwards, John Clute şi Peter Nicholls discută despre primele zile ale The Encyclopedia of Science Fiction la Loncon 3, Worldcon 2014.

Prima ediție, editată de  Peter Nicholls cu  John Clute, a fost publicată de Granada în 1979. A fost redenumită The Science Fiction Encyclopedia la publicarea sa de către  Doubleday în Statele Unite. Alături de text, au apărut numeroase fotografii alb-negru care ilustrează autori, cărți și reviste, fotografii de film și TV și exemple de lucrări ale artiștilor.  

## Legături externe
- SFE: The Encyclopedia of Science Fiction, 2014–current online edition
- Self-referential entry on the Encyclopedia, written by David Langford
- SF Encyclopedia Editorial Home (sf-encyclopedia.co.uk)—with data on multiple editions
- "Formats and Editions of The Encyclopedia of Science Fiction" at WorldCat
- 1993 SF Encyclopedia Updates—"New Data, Typographical Errors, Factual Corrections, and Miscellanea; Last updated September 2002"—superseded by the 2011 edition
- Grolier product information, 1995 Multimedia edition la Wayback Machine (archived 17 d.Hr.)
- Q&A with the Founder of The Encyclopedia of Science Fiction, The Independent, 12 January 2012—Neela Debnath with Peter Nicholls